# Rhaphidorrhynchium marmellense
Rhaphidorrhynchium marmellense är en bladmossart som beskrevs av Brotherus 1925. Rhaphidorrhynchium marmellense ingår i släktet Rhaphidorrhynchium och familjen Sematophyllaceae. Inga underarter finns listade i Catalogue of Life.